# Manuel Jiménez Almagro
Manuel Jiménez Almagro. también llamado Manuel Almagro, apellido con el que punzona su obra y es conocido es un orfebre español nacido en la ciudad de Sevilla, cuya carrera se reparte entre los siglos XX y XXI, y la mayor parte de sus obras están realizadas para Andalucía.

## Obra
- 1998-2004. Respiraderos en plata de ley junto a José Jiménez Jiménez para la Hermandad del Santo Entierro de La Palma del Condado (Huelva).[1]
- 2007. Carreta de la Hermandad del Rocío de Ginés (Sevilla).[2]
- 2007. Nuevas corazas y otras piezas para el misterio de Nuestro Padre Jesús de la Sentencia la Hermandad de la Esperanza Macarena (Sevilla), bajo diseño de Fernando Aguado.[2]
- 2009. Cruz para el Nazareno de la Hermandad de la Soledad de Olivares (Sevilla).[2]
- 2009. Corona para la Virgen de la Esperanza de la iglesia de Nuestra Señora del Juncal (Sevilla).[2]
- 2010. Restauración del sagrario de plata de la iglesia de San Andrés (Sevilla).[3]
- Diseño y obra de la carreta de la Hermandad del Rocio de Arcos de la Ftra.
- Ciriales en plata y cruz para la parroquia de San Pedro en Sevilla.
- Corona de la Virgen de las Cruces , patrona de Don Benito, Extremadura.
- Respiraderos el paso de palio en Plata de la Hdad. De los Dolores de Villanueva del Ariscal.
- Conjunto conmemorativo en plata de ley del aniv. De la coronación de la Esperanza Macarena, Obsequio de la Hdad de Santa Genoveva a la Hdad de la Macarena con motivo de su peregrinación, consistente en un cáliz, copón y patena. 2014.^
- Colgantes, vara y cruz, escudos , frontiles y faldón de la Hdad del Rocio de Bormujos.
- Faroles de cruz de guía de la Hdad. Sacramental de Bormujos, en plata de Ley.
- Vara estandarte conmemorativa del aniv de la Hdad. De Santa Genoveva en plata de Ley.
- LLamador del paso de palio de Santa Genoveva.